# Bob Russell (homme politique britannique)
Pour les articles homonymes, voir Bob Russell.
Robert Edward Russell (né le 31 mars 1946) est un homme politique libéral-démocrate du Royaume-Uni qui est député de Colchester de 1997 à 2015. Il est élu pour la première fois aux élections générales du Royaume-Uni en 1997 et est ensuite réélu en 2001, 2005 et 2010; il est battu aux élections générales du Royaume-Uni en 2015 par le candidat conservateur Will Quince.
Russell est fait chevalier pour la fonction publique lors des honneurs du Nouvel An 2012. Il occupe le poste honorifique de High Steward of Colchester.

## Carrière
Avant sa première élection à la Chambre des communes, Russell est un conseiller représentant New Town de 1978-2002. Il est d'abord élu comme candidat du Parti travailliste avant de rejoindre le Parti social-démocrate en 1981, puis de se présenter comme candidat libéral-démocrate à partir de 1988. Il exerce un double mandat de député et de conseiller municipal de 1997 à 2002.
Il est chef du conseil d'arrondissement de Colchester jusqu'en 1991, ayant précédemment exercé les fonctions du maire de Colchester pour l'année 1986–87.
Avant de se présenter comme candidat parlementaire des libéraux-démocrates, Russell se présente sans succès au Parlement pour Colchester en 1979 comme candidat travailliste.
Russell est le porte-parole des libéraux-démocrates sur la culture, les médias et le sport de 2002 à 2005, date à laquelle il est remplacé par Don Foster. Il est membre de l'équipe de l'ombre des libéraux-démocrates pour la Défense jusqu'à la formation du gouvernement de coalition conservateur-libéral-démocrate le 11 mai 2010, date à laquelle il devient député d'arrière-ban .
Aux élections générales de 2010, la majorité de Russell est de 6 982 voix (15,1 %). En 2011, Russell est membre du comité spécial mis en place pour examiner le projet de loi sur les forces armées qui est adopté .
Au cours de sa période au parlement, Russell est membre du groupe Beveridge, vice-président du groupe parlementaire All Party Flag et siège au comité spécial de la défense .
À la suite de sa défaite aux élections générales de 2015, il est nommé haut intendant de Colchester (également connu sous le nom de haut shérif de Colchester), poste qu'il occupe actuellement. Il se présente aux élections générales de 2017 comme candidat libéral-démocrate pour son ancien siège mais termine à la troisième place.